# Nucara recurva
Nucara recurva är en fjärilsart som beskrevs av Frederick H. Rindge 1986. Nucara recurva ingår i släktet Nucara och familjen mätare. Inga underarter finns listade i Catalogue of Life.